# (339223) Stongemorin
(339223) Stongemorin est un astéroïde de la ceinture principale.

## Description
(339223) Stongemorin est un astéroïde de la ceinture principale. Il fut découvert le 13 octobre 2004 à Vail-Jarnac par l'Observatoire Jarnac. Il présente une orbite caractérisée par un demi-grand axe de 2,54 UA, une excentricité de 0,27 et une inclinaison de 4,0° par rapport à l'écliptique.

## Compléments